# Watling Street
Pour les articles homonymes, voir Watling.

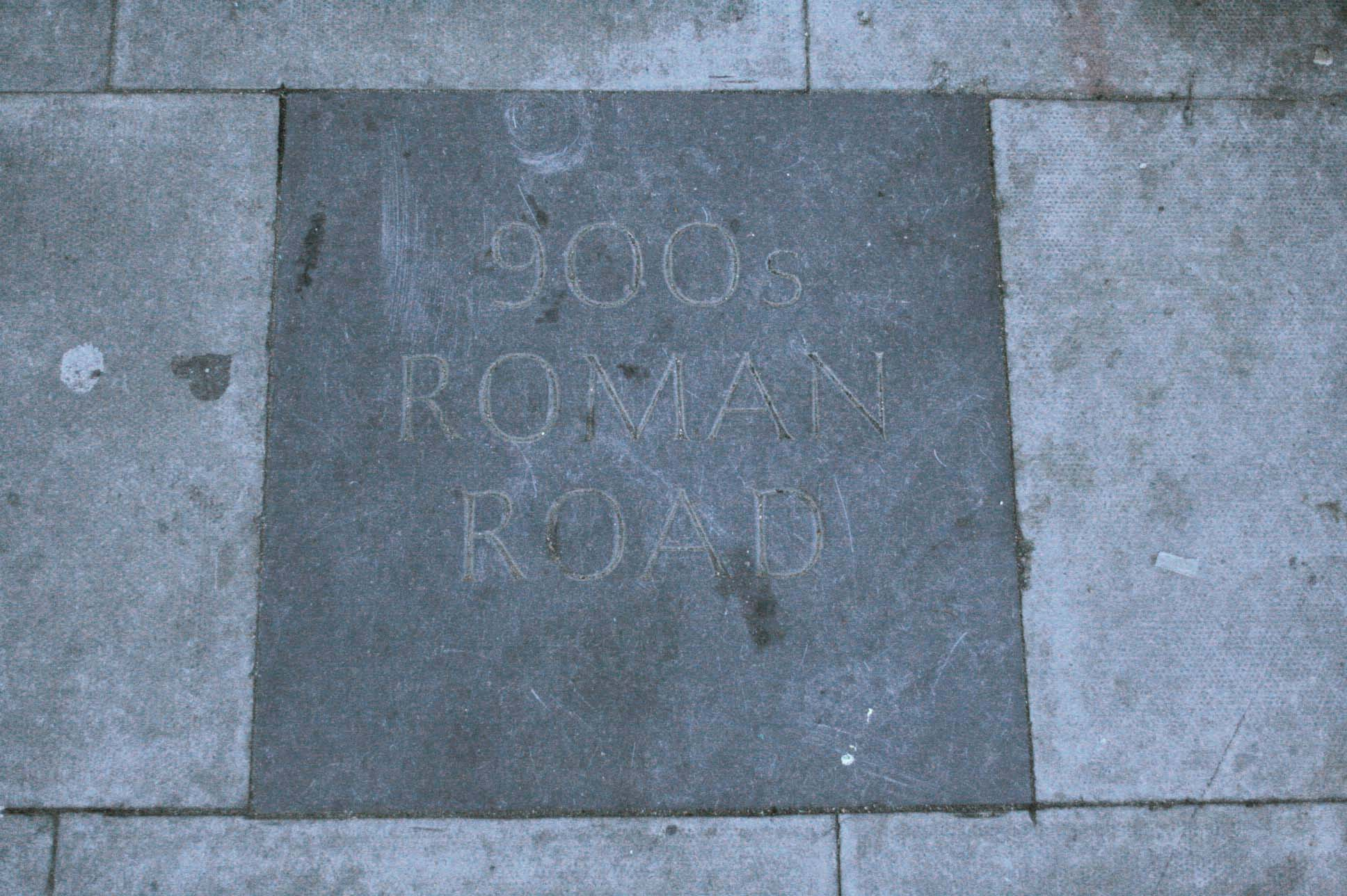
Pavé gravé sur Kilburn High Road à Londres rappelant le tracé de Watling Street.

Watling Street est une voie romaine longue de 322 km qui relie le port anglais de Douvres à Viroconium, aujourd'hui Wroxeter, dans le Shropshire, au Royaume-Uni. Elle a été utilisée tout d'abord par les Celtes, principalement entre les villes modernes de St Albans et Canterbury. Les Romains ont ensuite pavé la route, identifiée dans l'itinéraire d'Antonin à l'Iter III : Item a Londinio ad portum Dubris — de Londres au port de Douvres. Le nom vient de l'anglo-saxon Wæcelinga Stræt, signifiant « la voie du peuple de Wæcel ». Le mot Street désigne à l'origine une voie pavée (latin : via strata). Le mot Wæcel peut être une variation du mot anglo-saxon désignant les Celtes vivant au Pays de Galles. Il peut venir également de Wæclingacaester, nom anglo-saxon de la ville de St Albans, et désigner ainsi la section de la route entre Londres et cette ville avant de s'étendre à toute la route.
Depuis Douvres, la voie traverse les sites romains de Canterbury, où elle rejoint une voie venant de l'important port de Richborough (Rutupiae), Londres (Londinium), St Albans (Verulanium), où elle rejoint la voie de Akeman Street, Dunstable, Stony Stratford et Fenny Stratford, Towcester, High Cross, près de Leicester, où elle croise la Fosse Way, Letocetum (Wall) et Wroxeter.  Plusieurs sections poussent jusqu'au Pays de Galles et à Chester mais la Watling Street proprement dite s'arrête à Wroxeter.
En 61, quelque part le long de cette voie, le général romain Suetonius Paulinus est victorieux contre la reine Boadicée, lors d'une célèbre bataille, mettant ainsi fin à la rébellion des Bretons.
Aujourd'hui, Watling Street est toujours utilisée. La section entre Douvres et Londres s'appelle l'A2 et celle entre Londres et Shrewsbury l'A5. De nombreuses rues sur son parcours portent son nom. Edgware Road à Londres est aussi une section de cette voie.

## Bibliographie

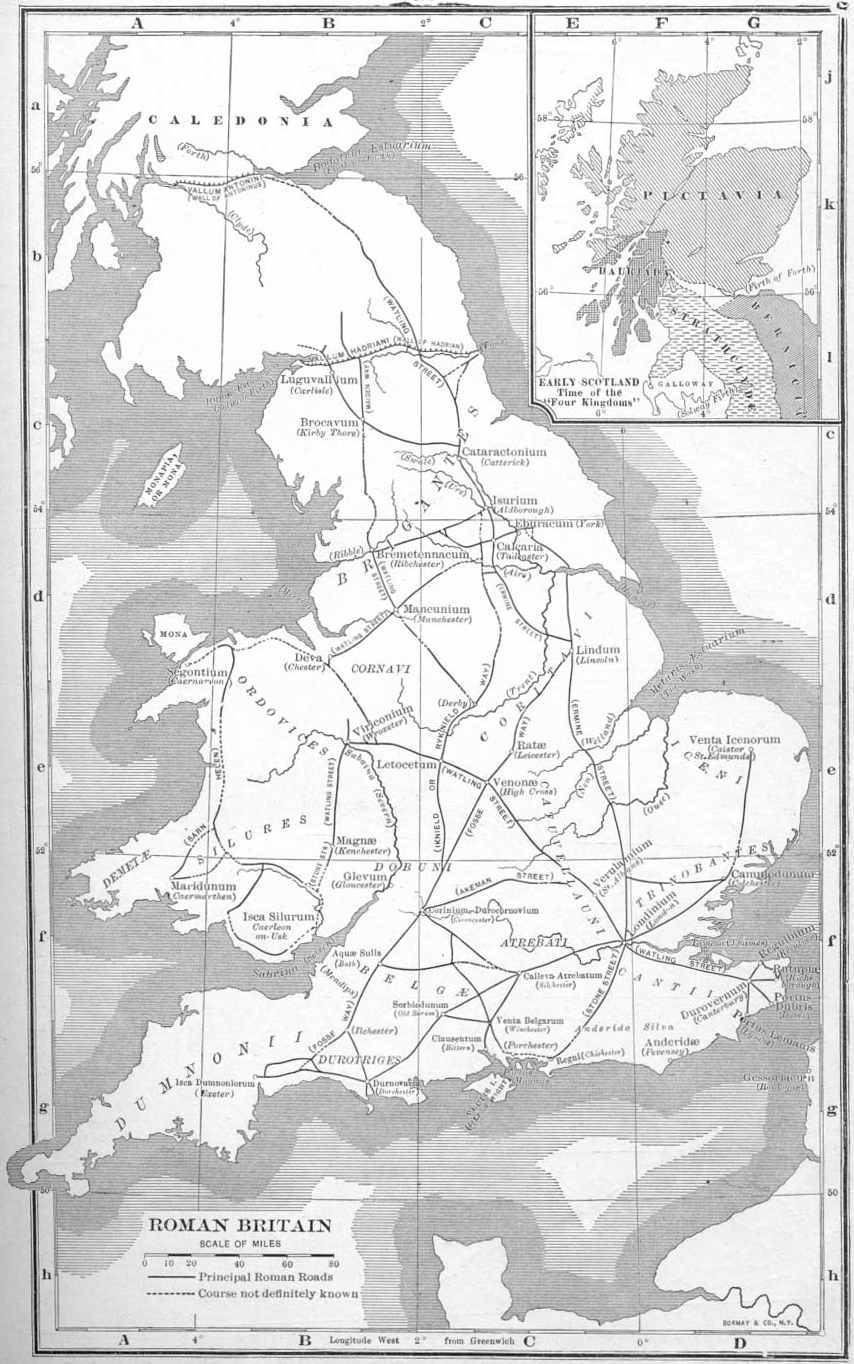
Carte des voies romaines en Bretagne romaine